# Semen Hułak-Artemowski
Semen Stepanowycz Hułak-Artemowski (ukr. Семен Степанович Гулак-Артемовський, ur. 4 lutego?/16 lutego 1813 w Horodyszczu w rodzinie duchownego prawosławnego, zm. 5 kwietnia?/17 kwietnia 1873 w Moskwie) – ukraiński śpiewak operowy (baryton) i kompozytor muzyki scenicznej.
Uczeń szkoły śpiewaków cerkiewnych w Głuchowie. Odkryty tamże przez Michaiła Glinkę, dalsze wykształcenie odebrał w Petersburgu. Występy we Włoszech (Masetto w „Don Giovannim” Wolfganga Amadeusa Mozarta, Henryk Ashton w „Łucji z Lammermooru” i Antonio w „Lindzie z Chamonix” Gaetano Donizettiego) i na Ukrainie (wtedy Imperium Rosyjskie) (tytułowa partia w „Rusłanie i Ludmile” Michaiła Glinki, Teść w „Ukraińskim weselu”).
Szeroką popularność Hułaka-Artemowskiego jako kompozytora przyniosła opera „Zaporożec nad Dunajem” z 1862 roku. Opera stała się ukraińskim klasykiem muzycznym na świecie.

## Dzieła
- Wodewil „Ukrajinśke wesilla” (pol. Ukraińskie wesele) – 1851
- Wodewil „Nicz pid Iwana Kupała” (pol. Noc świętojańska)
- Opera komiczna „Zaporożeć za Dunajem” (pol. Zaporożec za Dunajem) – 1863